# HE 0437-5439

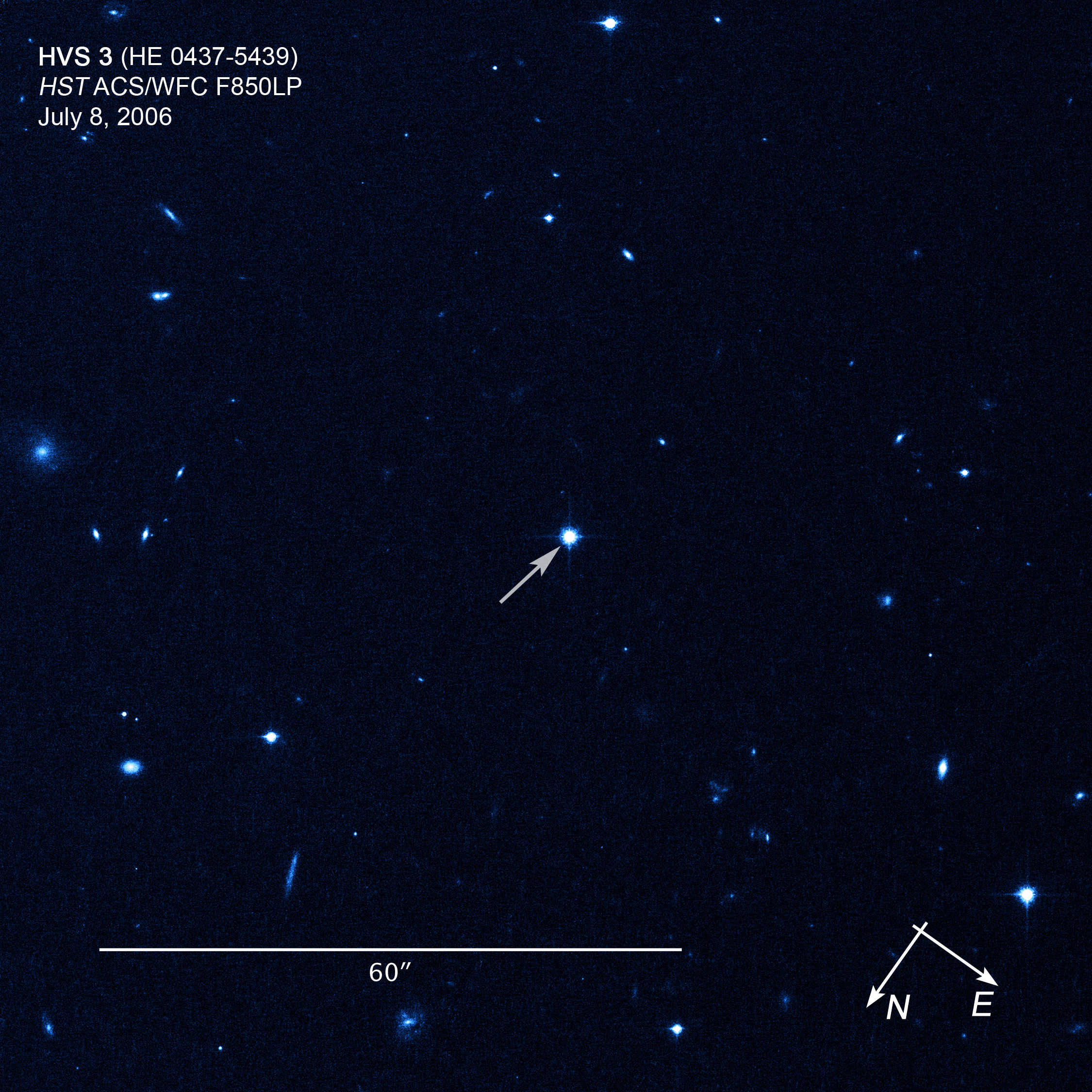
Estrella HE 0437-5439 - foto de HST

HE 0437-5439 (HVS3) es una estrella fugitiva en la constelación austral de Dorado que se encuentra a unos 200.000 años luz de distancia del sistema solar. Fue descubierta en 2005 con el telescopio Kueyen de 8,2 m que forma parte del proyecto VLT (Very Large Telescope en inglés) del ESO.
HE 0437-5439 es una estrella azul de la secuencia principal con una masa nueve veces mayor que la masa solar y una edad estimada de sólo 30 millones de años. Se encuentra en el halo galáctico, lo que es sorprendente en una estrella tan joven, ya que las estrellas de halo suelen estar entre las más viejas de la galaxia. Pero lo realmente notable es que se aleja de nosotros a la extraordinaria velocidad de 723 km/s, una velocidad tal que escapará de la atracción gravitatoria de la Vía Láctea.
Inicialmente se planteó que esta aceleración tan enorme pudo ser causada por la acción del agujero negro supermasivo del centro de nuestra galaxia sobre un sistema estelar binario —una de las estrellas cae al agujero negro mientras que la otra es expelida—, pero la edad de la estrella es insuficiente para haber viajado desde allí hasta su posición actual. Otra interpretación proviene de su posición en el espacio, al estar más cerca de la Gran Nube de Magallanes que de nuestra propia galaxia. La explicación puede ser que la aceleración la causara un agujero negro supermasivo existente en la Gran Nube de Magallanes, hasta ahora desconocido, desde donde sí habría podido llegar HE 0437-5439 durante su corta vida.
Sin embargo, un estudio publicado en 2010 y realizado con ayuda del telescopio espacial Hubble descarta que HE 0437-5439 proceda de la Gran Nube de Magallanes y, en su lugar, parece haber nacido en el centro de nuestra galaxia. Su eyección tuvo lugar hace 100 millones de años, de lo que se deduce por su juventud que es una «estrella rezagada azul» rejuvenecida tras la fusión de dos estrellas previas.
De acuerdo con dicha investigación, pudo haber dos estrellas y dos agujeros negros, o bien un sistema estelar triple con dos estrellas en una órbita muy cercana y otra más distante girando alrededor de estas. En este último supuesto, la estrella más distante se acercó demasiado al agujero negro supermasivo del centro galáctico y fue expulsada de su órbita, siendo absorbida por el agujero negro, lo que habría dado a las otras dos velocidad suficiente para abandonar la Vía Láctea. En los millones de años transcurridos desde entonces, la evolución estelar habría proseguido, y la estrella más grande habría acabado por absorber a la más pequeña formándose la rezagada azul que vemos ahora.